# Amastus muscosa
Amastus muscosa là một loài bướm đêm thuộc phân họ Arctiinae, họ Erebidae.